# Vinegar Hill, Brooklyn

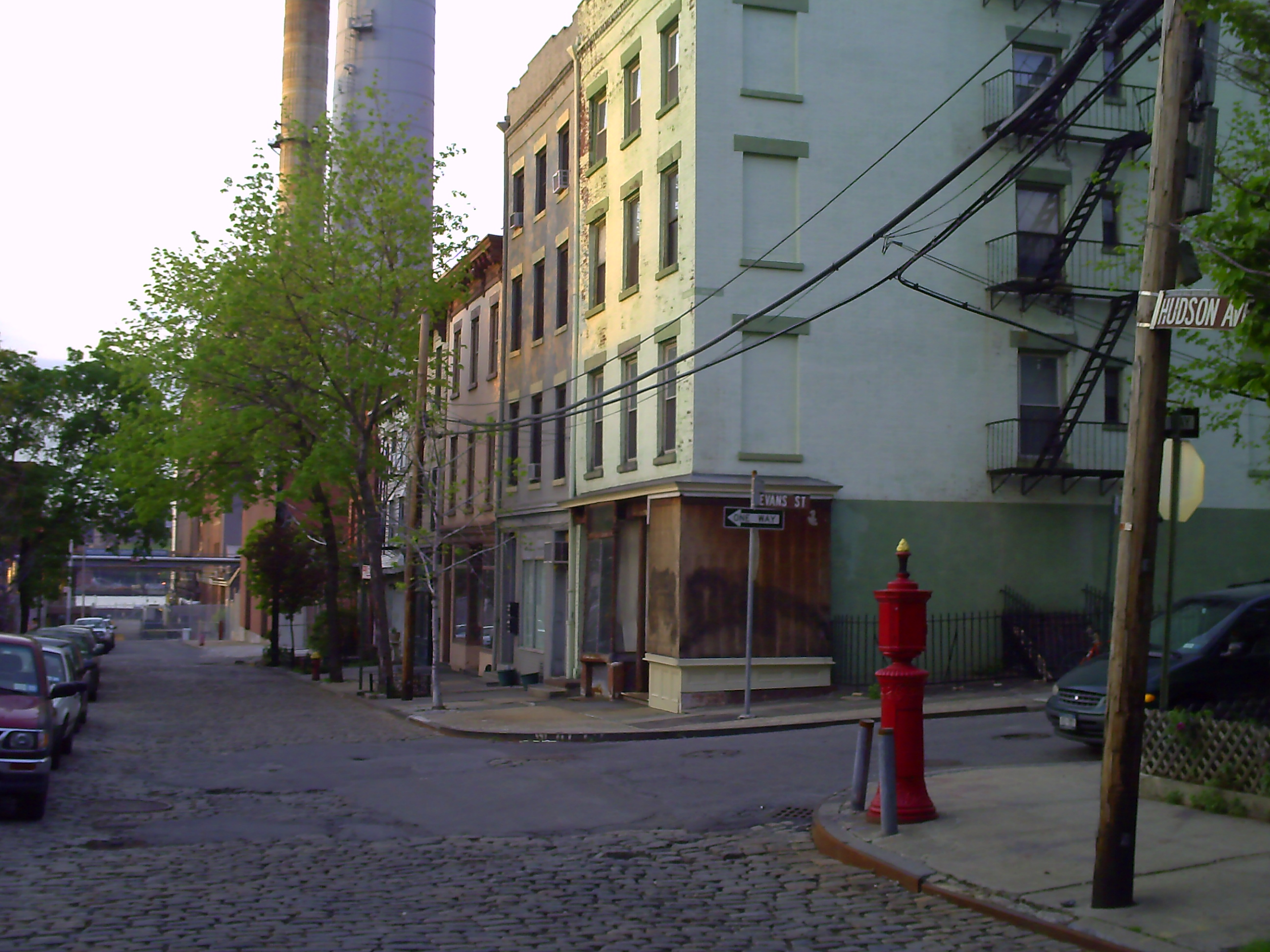
Kullerstensbeläggning på Hudson Avenue

Vinegar Hill är en stadsdel i Brooklyn, New York. Stadsdelen har fått sitt namn efter en kulle på Irland, där slaget vid Vinegar Hill stod i slutet av 1700-talet. Vinegar Hill ligger mellan Dumbo och New York Navy Yard, och beboddes ursprungligen huvudsakligen av irländska immigranter.